# Iglesia de Santa Rosalía (Caracas)
La Iglesia Santa Rosalía es un templo católico de Caracas, Venezuela ubicado en el casco central de esa ciudad entre las esquinas de Santa Rosalía y Candilito en la Parroquia Santa Rosalía del Municipio Libertador.

## Estructura
La edificación colonial está construida en una base rectangular, su fachada es de estilo neoclásico integrada por tres puertas del mismo tamaño que conducen a las tres naves existentes, tiene seis columnas en la entrada que resguardan las puertas. En la parte norte del templo hay un campanario principal de cuatro niveles y tres cúpulas. 
Al interior de la iglesia las tres naves o corredores conducen a capillas sobre las cuales se erigen cúpulas, la central donde se encuentra el altar es la más alta y donde se encuentra la cúpula más grande, en las otras dos naves laterales las cúpulas son de menor tamaño y además tiene tres capillas de cada lado de las paredes principales de la iglesia.

## Historia
La devoción a Santa Rosalía de Palermo comienza en Caracas en 1696 cuando una peste que había causado numerosas muertes es controlada tras la petición a esa figura, un año después se decide construir una ermita en honor a Santa Rosalía en un lugar llamado Sabana del Viento (hoy Esquina de El Viento). En 1730 se inaugura una iglesia a unos 230 metros de la ermita para reemplazar a esta, sin embargo, un terremoto en 1812 afectó seriamente la estructura por lo que hubo que reconstruirla en 1817. En 1900 otro terremoto causó daños a la estructura razón que llevó a una nueva reconstrucción del templo en 1905 y concluyéndola en 1908, pero en esa reconstrucción se mantuvieron algunas partes originales de la iglesia y preservando la misma fachada de 1817. El 26 de agosto de 1960 mediante Gaceta Oficial es decretada como Monumento Histórico Nacional.
Algunos de los venezolanos conocidos que han sido bautizados en esta iglesia son Luisa Cáceres de Arismendi, Armando Reverón y Jorge Urosa Savino, mientras que el expresidente Ramón J. Velásquez contrajo matrimonio en la Iglesia Santa Rosalía.
La construcción de la Iglesia Santa Rosalía significó además el nacimiento de la parroquia civil del mismo nombre el 5 de abril de 1795 cuando se separó de la hoy desaparecida Parroquia San Pablo.